# 霍赫勒斯卡韋特山
71°57′S 6°8′E / 71.950°S 6.133°E
霍赫勒斯卡韋特山（挪威語：Håhellerskarvet）是南極洲的山峰，位於東部南極洲的毛德皇后地，處於奧斯特雷斯科韋冰川和倫德冰川之間，屬於穆利格-霍夫曼山脈的一部分，海拔高度2,910米。